# Sybota
Genre
Sybota est un genre d'araignées aranéomorphes de la famille des Uloboridae.

## Distribution
Les espèces de ce genre se rencontrent en Argentine et au Chili.

## Liste des espèces
Selon World Spider Catalog (version 16.0, 22/02/2015) :
- Sybota abdominalis (Nicolet, 1849)
- Sybota atlantica Grismado, 2001
- Sybota compagnuccii Grismado, 2007
- Sybota mendozae Opell, 1979
- Sybota osornis Opell, 1979
- Sybota rana (Mello-Leitão, 1941)

## Publication originale
- Simon, 1892 : Histoire naturelle des araignées. Paris, vol. 1, p. 1-256 (texte intégral).